# Automotive Industry Action Group
AIAG ou Automotive Industry Action Group (Groupe d'action de l'industrie d'automobile) est une association américaine créée en 1982 par quelques responsables de cette industrie, membres des trois plus grandes entreprises américaines de ce domaine, Ford, Chrysler et General Motors. L'objectif de AIAG est la prospérité et le développement de cette industrie. Cette association tient à jour les informations et normes propres à cette industrie.
Elle a été chargée du maintien et de la mise à disposition de la norme QS9000 qui est désuète depuis le 16 décembre 2006 et a été successivement remplacée par ISO/TS 16949:2002; ISO/TS 16949:2009 et finalement IATF 16949:2016.